# Стагийска и Метеорска епархия
Стагийската и Метеорска епархия (на гръцки: Ιερά Μητρόπολις Σταγών και Μετεώρων) е епархия на Църквата на Гърция. 

## История
Диоцезът ѝ отделен от този на Трикийската и Стагийска епрахия през 1991 г. Стаги е исторически епархийски център и на Охридската българска архиепископия.